# سيزار إيشيكاوا
سيزار إيشيكاوا (بالإسبانية: César Ichikawa)‏ هو مغني بيروفي، ولد في 1946.